# Henri Belleteste
Henri Nicolas Belleteste, né le 14 janvier 1778 à Orléans et mort le 17 mai 1808 à Lorris (Loiret), est un orientaliste français, parfois également appelé B. Belleteste.

## Biographie
Henri Nicolas Belleteste est le fils de Nicolas Barthélémy Barnabé Bellesteste (v. 1746- 22 juin 1822 à Lorris) et Anne Dupré (v. 1745- 23 août 1827, à Lorris). Son grand-père Nicolas Belleteste est originaire de Pithiviers.
Élève de l'École des langues orientales, il est en 1798 nommé interprète du gouvernement et participe à la Campagne d'Égypte menée par Bonaparte en tant qu'interprète militaire.
Il séjourne successivement à Alexandrie, Rosette et au Caire, rédige un vocabulaire arabe à l'usage de l'armée, et traduit des livres fiscaux. Il traduit en turc, conjointement avec Jean-Daniel Kieffer, les Bulletins de la Grande Armée pour les campagnes de 1805-1807 (Paris, Imprimerie impériale, 3 volumes).
Il part ensuite pour la campagne de Syrie et est blessé de deux coups de sabre à Héliopolis.
Rentré en France, il est attaché au ministère des Affaires étrangères comme secrétaire interprète, puis se retire à Lorris où il décède.
Il avait entrepris la traduction d'un recueil turc, intitulé Les Quarante Vizirs, mais sa mort prématurée ne permet de publier que Les Contes turcs (Paris, de Bure, 1812).

## Sources
- Edouard de Villiers du Terrage, Journal et souvenirs sur l'expédition d'Égypte, mis en ordre et publiés par le baron Marc de Villiers du Terrage, Paris, E. Plon, Nourrit, 1899,  et L'Expédition d'Égypte 1798-1801, Journal et souvenirs d'un jeune savant, Paris, Cosmopole, 2001 et 2003, p. 352.
- Yves Laissus, L'Égypte, une aventure savante 1798-1801, Paris, Fayard, 1998.
- Jean-Joseph Marcel, Supplément à toutes les biographies. Souvenirs de quelques amis d'Égypte [Sulkowski, Venture de Paradis, Gloutier, Ch. Magallon, Beauchamp, Belletête, Raige], par JJ. Marcel, Paris, H. Dupuy impr., 1834.
- Constant Bernois, Notice sur M. Henri Belleteste, décédé à Lorris, le 17 mai 1808, par M. l'abbé Bernois, Orléans, impr. de G. Jacob, 1883.
- Joseph Marie Quérard, La France littéraire, ou Dictionnaire des savants, historiens et gens de lettres en France, Paris Firmin Didot, 10 vol., 1827-1839, tome premier, p. 265.